# الدوري التشيلي لكرة القدم 2011
الدوري التشيلي لكرة القدم 2011 (بالإسبانية: Torneo Apertura 2011)‏ هو الموسم 79 من الدوري التشيلي لكرة القدم. كان عدد الأندية المشاركة فيه 18، وفاز فيه نادي أونيفرسيداد دي تشيلي.